# Christian Jedinger
Christian Jedinger (* 13. November 1977 in Haag am Hausruck, Oberösterreich) ist ein österreichischer Gewerkschafter (FSG) und seit 1. Oktober 2018 Landesvorsitzender der Gewerkschaft younion Oberösterreich.

## Leben

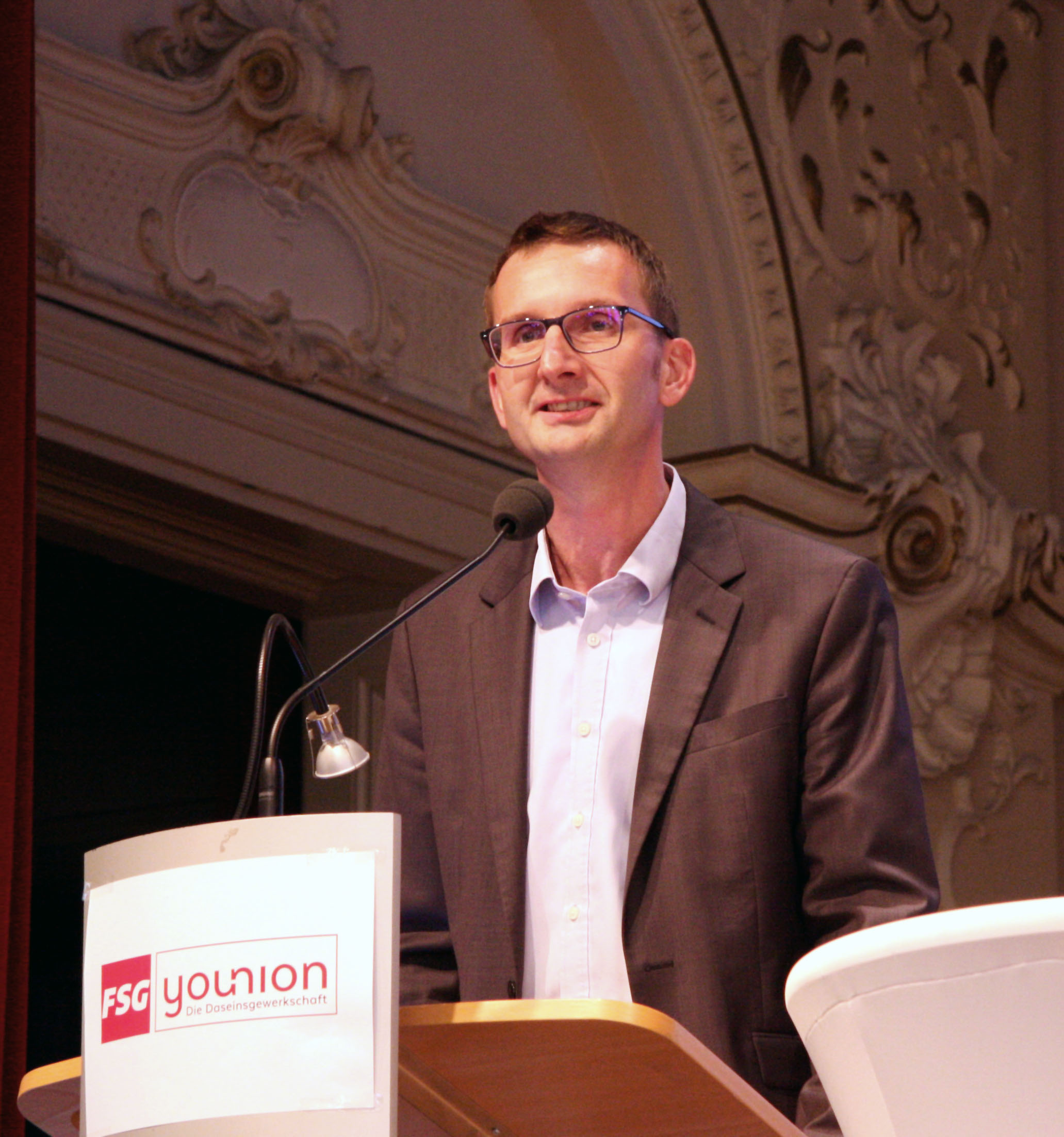
Christian Jedinger (2019)

Christian Jedinger ist der Sohn einer Arbeiterin und eines LKW-Fahrers. Er besuchte von 1984 bis 1992 die Volks- und Hauptschule in seinem Heimatort Haag am Hausruck. Von 1992 bis 1996 absolvierte er das BORG in Ried im Innkreis und schloss den naturwissenschaftlichen Zweig mit der Matura ab. Anschließend belegte er von 1996 bis 2004 das Studium der Rechtswissenschaften an der Johannes-Kepler-Universität Linz, das er mit dem akademischen Grad Magister abschloss.
Während des Studiums startete Jedinger auch seine gewerkschaftliche und politische Laufbahn. Von 1998 bis 2003 war er Mitglied des Bundesvorstandes im VSStÖ. 2001 wurde er zum stellvertretenden Vorsitzenden der Hochschülerschaft an der Universität Linz gewählt und in den Regional-Jugendvorstand der GPA-djp. 2006 bis 2011 war Christian Jedinger Mitglied im Landesvorstand der Jungen Generation in der SPÖ Oberösterreich und war auch Mitglied im Bundesvorstand der Jungen Generation. 
In den Jahren 2002 bis 2003 absolvierte Jedinger den Zivildienst als Jurist bei der Volkshilfe Oberösterreich. Im Anschluss an das Studium war er bis 2007 als Jurist beim Maschinenring tätig, bevor er ein Jahr lang als Personaljurist in der MCE AG in Linz arbeitete. 2008 wechselte er als Jurist zum Magistrat Linz und trat der Gewerkschaft der Gemeindebediensteten bei. Seit 2010 war er Vertrauensperson am Magistrat Linz und ab 2013 stellvertretender Bezirksvorsitzender der younion Linz. 2018 wurde er zum geschäftsführenden Landesvorsitzenden der younion Oberösterreich gewählt und folgte damit auf Norbert Haudum, der in den Ruhestand trat. Bei der Landesdelegiertenkonferenz 2019 wurde er mit 92,82 Prozent der Stimmen als Landesvorsitzender bestätigt.
Im Oktober 2020 wurde bekannt, dass Jedinger als Kandidat für die SPÖ Oberösterreich bei den Landtagswahlen in Oberösterreich 2021 antreten wird.

## Privates
Christian Jedinger ist seit 2011 verheiratet und Vater dreier Söhne (* 2014, * 2017 und * 2021). Er lebt mit seiner Familie in Linz.